# Museum De Proefkolonie
Museum De Proefkolonie, voorheen Museum de Koloniehof, is een museum in de Nederlandse plaats Frederiksoord. Het museum is gewijd aan het werk van de Maatschappij van Weldadigheid, die in de eerste helft van de 19e eeuw in het kader van de armoedebestrijding diverse kolonies in het toenmalige Verenigd Koninkrijk der Nederlanden stichtte. Sinds 2021 staan de Koloniën van Weldadigheid op de werelderfgoedlijst van UNESCO.

## Geschiedenis

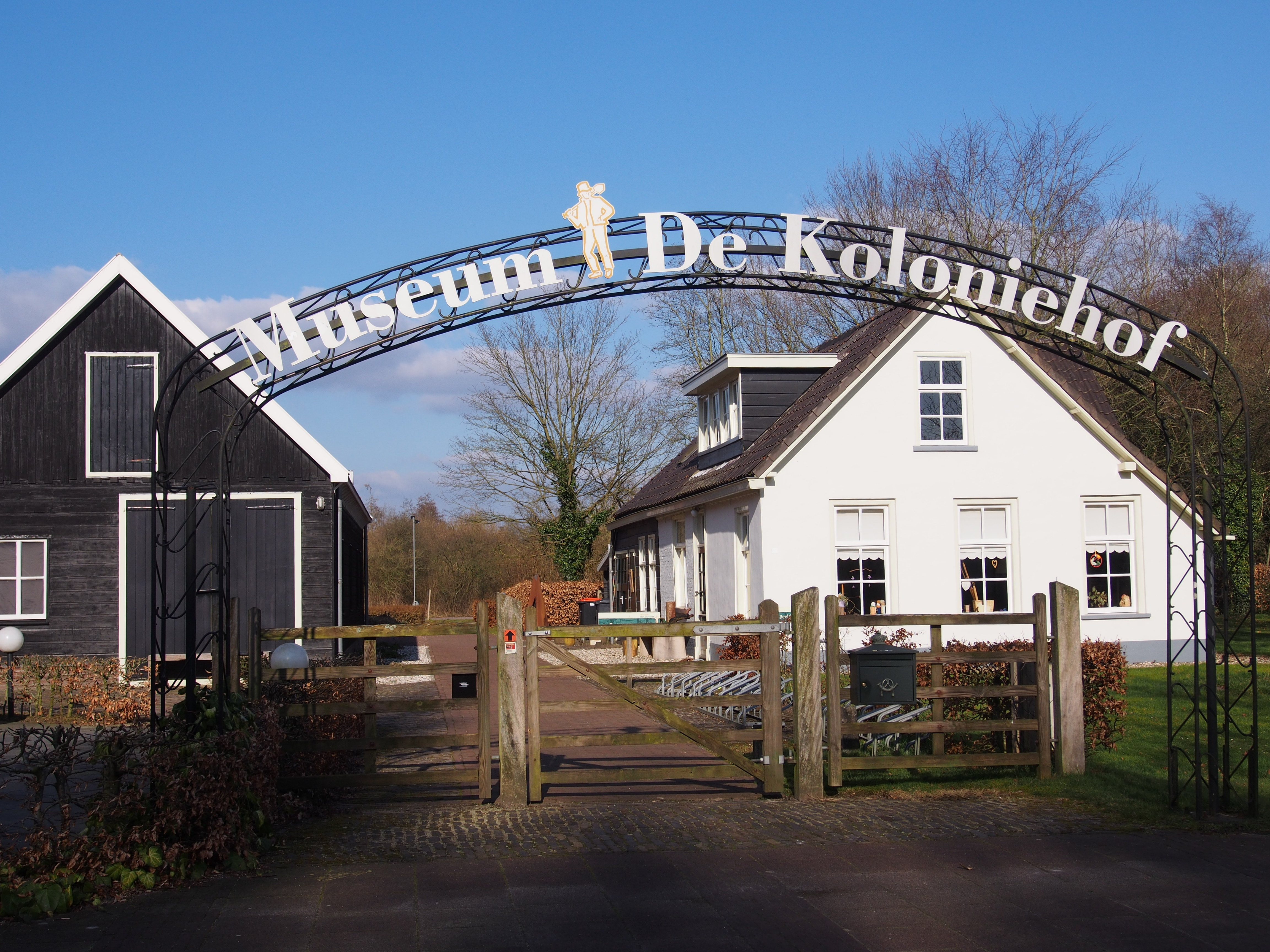
Voormalige entree van het toenmalige museum de Koloniehof.

Het museum, onder de naam Museum de Koloniehof, werd in 1993 opgericht ter gelegenheid van het 175-jarig bestaan van de Maatschappij van Weldadigheid. In het museum wordt de geschiedenis van het ontstaan van de kolonies in Drenthe en Overijssel en het leven van de kolonisten getoond. Na de Franse tijd was Nederland zeer verarmd. De stichter van de Maatschappij van Weldadigheid, Johannes van den Bosch, trachtte deze armoede te bestrijden door op grote schaal arme mensen uit de grote steden te verplaatsen naar nog onontgonnen gebieden in onder meer Drenthe en Overijssel. Door iedere kolonist een woning te bieden, een stuk grond van 3 hectare en wat vee zouden zij in hun eigen levensonderhoud kunnen voorzien. Begonnen werd in 1818 met een proefkolonie in Frederiksoord.
In mei 2019 opende het museum op een nieuwe locatie in het dorp onder de naam Museum De Proefkolonie. Het museum werd officieel geopend in oktober datzelfde jaar. De opening van het museum was onderdeel voor de nominering voor de status van UNESCO Werelderfgoed. Op 26 juli 2021 werden door UNESCO de koloniën benoemd tot werelderfgoed.

## Opzet

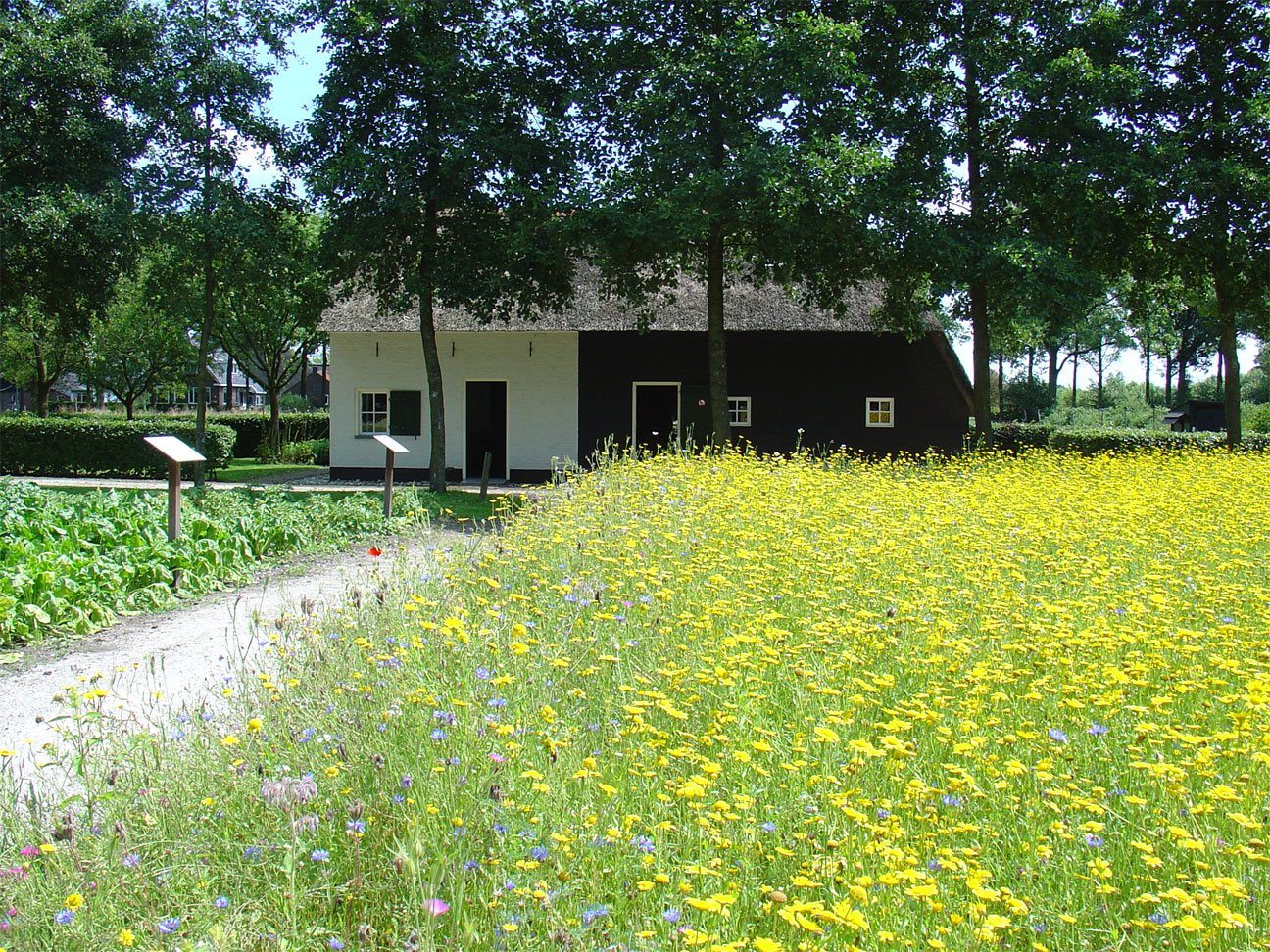
Kolonistenwoning op het buitenterrein.

Het binnenmuseum bevindt zich in het zuiden van Frederiksoord. Het museum bestaat grofweg uit drie delen. In de eerste ruimte, gedecoreerd als de grachtengordel van Amsterdam, wordt door middel van een film de toestand van het land verteld in de 17e een 18e eeuw met nadruk op de armoedebestrijding. In de tweede ruimte zijn foto's te zien van het Drentse landschap en wordt door middel van een film het leven in de Koloniën van Weldadigheid verteld. Dit gebeurt aan de hand van het leven van diverse gezinnen en de gemaakte keuzes van Johannes van den Bosch. In de derde ruimte staan diverse attributen en voorwerpen opgesteld die gebruikt werden door de bewoners van de koloniën. Ook kunnen bezoekers het computerbestand raadplegen om te zien of voorouders kolonist zijn geweest in een van de koloniën van de Maatschappij van Weldadigheid. Verder zijn er een restaurant, souvenirwinkel en toeristeninfo gevestigd in het gebouw. In het oosten van het dorp ligt het voormalig museum. Onder meer een originele koloniewoning is daar nog te bekijken.
In de omgeving van het museum herinneren nog veel bouwwerken, waaronder diverse intact gebleven kolonistenwoningen, aan de ontstaansgeschiedenis van de kolonies van Weldadigheid. Deze zijn te bekijken door middel van diverse wandelroutes die in het museum verkocht worden. Ook kunnen bezoekers een bustour inclusief gids door de omgeving maken. Hierbij worden diverse gebouwen en monumenten aangedaan.